# Molossus aztecus
Molossus aztecus е вид бозайник от семейство Булдогови прилепи (Molossidae).

## Разпространение
Видът е разпространен във Венецуела, Гватемала и Мексико.